# Lissy
Cet article concerne la commune. Pour le film de Konrad Wolf, voir Lissy (film).
Lissy est une commune française située dans le département de Seine-et-Marne en région Île-de-France.

## Géographie

### Localisation
La commune est située à environ  10 kilomètres au nord de Melun. Elle est proche de l'aérodrome de Melun-Villaroche.

### Hydrographie
La commune n’est traversée par aucun cours d'eau.

### Climat
Pour des articles plus généraux, voir Climat de l'Île-de-France et Climat de Seine-et-Marne.
En 2010, le climat de la commune est de type climat océanique dégradé des plaines du Centre et du Nord, selon une étude du CNRS s'appuyant sur une série de données couvrant la période 1971-2000. En 2020, Météo-France publie une typologie des climats de la France métropolitaine dans laquelle la commune est exposée à un climat océanique altéré et est dans une zone de transition entre les régions climatiques « Sud-ouest du bassin Parisien » et « Nord-est du bassin Parisien ».
Pour la période 1971-2000, la température annuelle moyenne est de 11,3 °C, avec une amplitude thermique annuelle de 15,2 °C. Le cumul annuel moyen de précipitations est de 704 mm, avec 11 jours de précipitations en janvier et 7,9 jours en juillet. Pour la période 1991-2020, la température moyenne annuelle observée sur la station météorologique la plus proche, située sur la commune de Montereau-sur-le-Jard à 5 km à vol d'oiseau, est de 11,6 °C et le cumul annuel moyen de précipitations est de 657,9 mm,. Pour l'avenir, les paramètres climatiques de la commune estimés pour 2050 selon différents scénarios d'émission de gaz à effet de serre sont consultables sur un site dédié publié par Météo-France en novembre 2022.
| Mois                                  | jan.             | fév.             | mars             | avril           | mai             | juin           | jui.          | août           | sep.           | oct.            | nov.            | déc.             | année      |
| ------------------------------------- | ---------------- | ---------------- | ---------------- | --------------- | --------------- | -------------- | ------------- | -------------- | -------------- | --------------- | --------------- | ---------------- | ---------- |
| Température minimale moyenne (°C)     | 1,6              | 1,4              | 3,4              | 5,4             | 9               | 12,1           | 13,9          | 13,7           | 10,7           | 8,1             | 4,5             | 2,2              | 7,2        |
| Température moyenne (°C)              | 4,2              | 4,9              | 7,9              | 10,8            | 14,3            | 17,5           | 19,8          | 19,6           | 16             | 12,2            | 7,6             | 4,7              | 11,6       |
| Température maximale moyenne (°C)     | 6,9              | 8,3              | 12,5             | 16,2            | 19,7            | 23             | 25,6          | 25,5           | 21,4           | 16,3            | 10,6            | 7,3              | 16,1       |
| Record de froid (°C) date du record   | −19,8 17.01.1985 | −19,7 14.02.1956 | −10,3 12.03.1958 | −4,6 12.04.1986 | −2,1 07.05.1957 | 1,6 04.06.1975 | 4 08.07.1954  | 3,5 31.08.1986 | 0,4 24.09.1947 | −4,8 29.10.1985 | −9,3 24.11.1998 | −14,8 29.12.1964 | −19,8 1985 |
| Record de chaleur (°C) date du record | 16,9 05.01.1999  | 21,2 24.02.21    | 25,6 25.03.1955  | 29,5 30.04.1994 | 31,6 28.05.17   | 36,8 27.06.11  | 41,9 25.07.19 | 38,9 12.08.03  | 34,4 15.09.20  | 29,4 01.10.1985 | 22,1 07.11.15   | 17,6 07.12.00    | 41,9 2019  |
| Ensoleillement (h)                    | 595              | 829              | 1 429            | 1 882           | 2 163           | 2 261          | 2 347         | 2 253          | 1 804          | 1 185           | 684             | 544              | 17 975     |
| Précipitations (mm)                   | 50,9             | 46               | 46,6             | 48,8            | 61,9            | 58,1           | 59,4          | 54,2           | 54             | 58,5            | 56,3            | 63,2             | 657,9      |

### Milieux naturels et biodiversité
Aucun espace naturel présentant un intérêt patrimonial n'est recensé sur la commune dans l'inventaire national du patrimoine naturel,,.

## Urbanisme

### Typologie
Au 1er janvier 2024, Lissy est catégorisée commune rurale à habitat dispersé, selon la nouvelle grille communale de densité à sept niveaux définie par l'Insee en 2022.
Elle est située hors unité urbaine. Par ailleurs la commune fait partie de l'aire d'attraction de Paris, dont elle est une commune de la couronne,. Cette aire regroupe 1 929 communes,.

### Lieux-dits et écarts
La commune compte 29 lieux-dits administratifs répertoriés consultables ici.

### Occupation des sols
L'occupation des sols de la commune, telle qu'elle ressort de la base de données européenne d’occupation biophysique des sols Corine Land Cover (CLC), est marquée par l'importance des territoires agricoles (98,7 % en 2018), une proportion identique à celle de 1990 (98,7 %). La répartition détaillée en 2018 est la suivante : 
terres arables (98,7% ), zones industrielles ou commerciales et réseaux de communication (1,3 %).
Parallèlement, L'Institut Paris Région, agence d'urbanisme de la région Île-de-France, a mis en place un inventaire numérique de l'occupation du sol de l'Île-de-France, dénommé le MOS (Mode d'occupation du sol), actualisé régulièrement depuis sa première édition en 1982. Réalisé à partir de photos aériennes, le Mos distingue les espaces naturels, agricoles et forestiers mais aussi les espaces urbains (habitat, infrastructures, équipements, activités économiques, etc.) selon une classification pouvant aller jusqu'à 81 postes, différente de celle de Corine Land Cover,,. L'Institut met également à disposition des outils permettant de visualiser par photo aérienne l'évolution de l'occupation des sols de la commune entre 1949 et 2018.

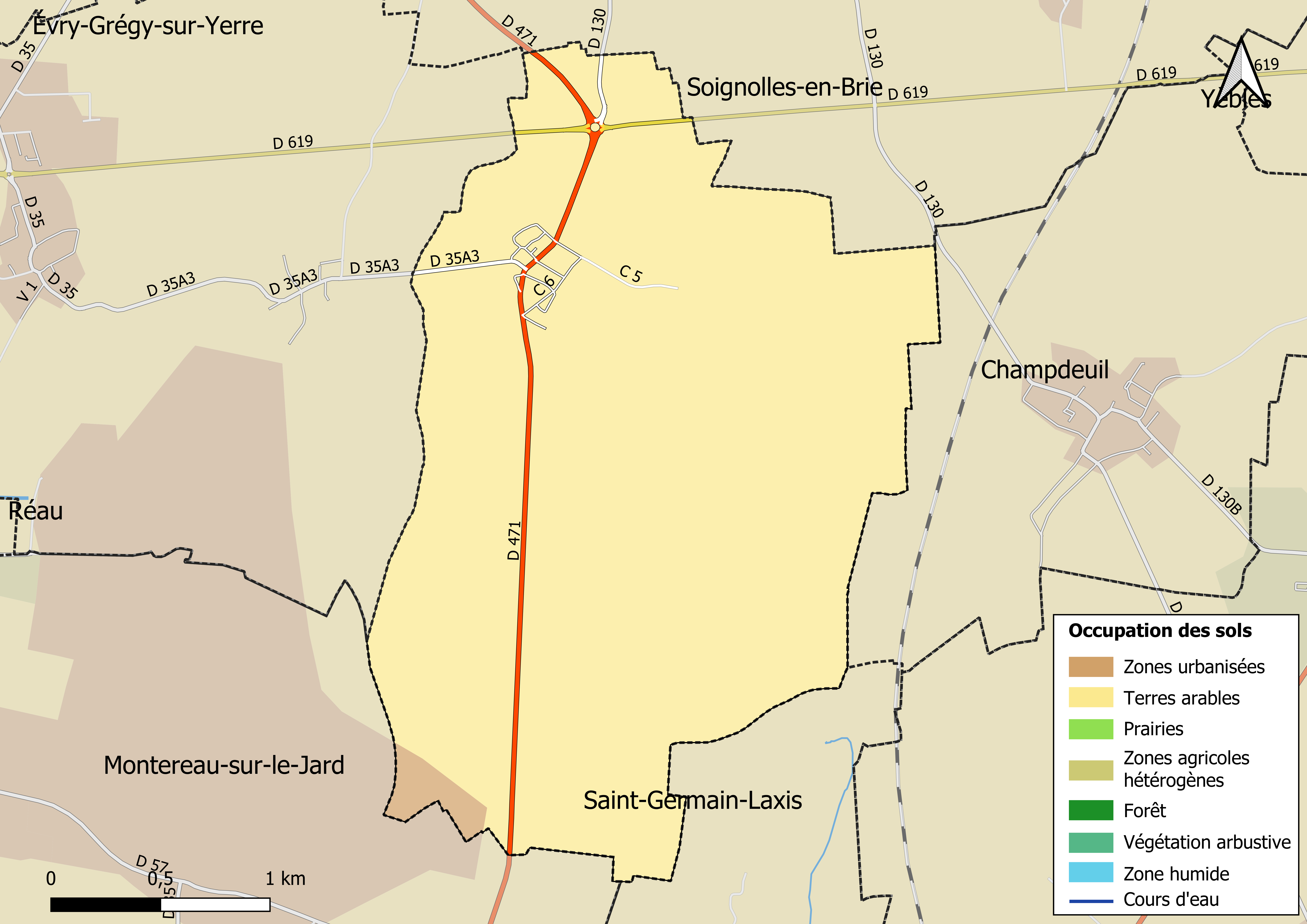
Carte des infrastructures et de l'occupation des sols en 2018 (CLC) de la commune.
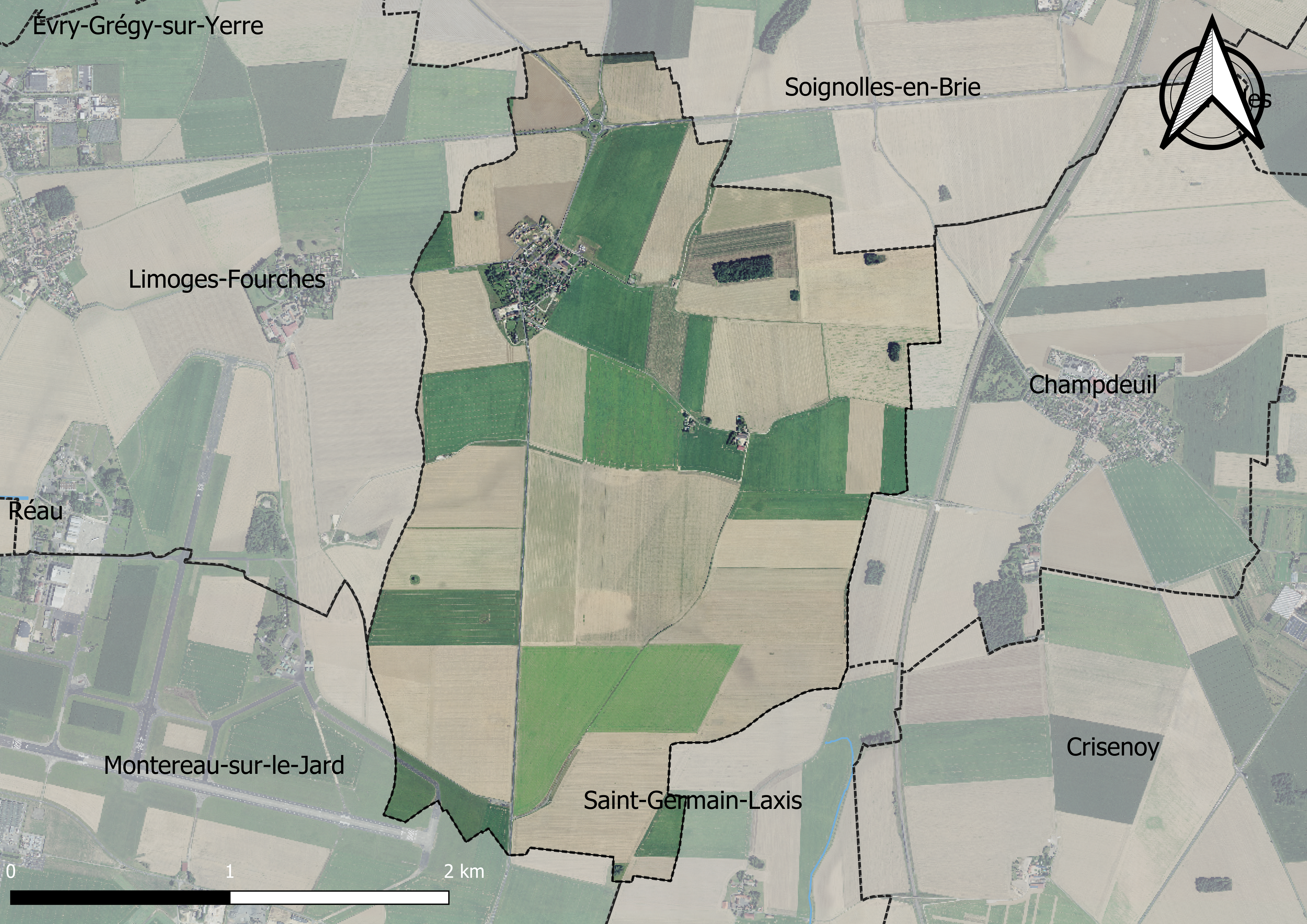
Carte orhophotogrammétrique de la commune.

### Planification
La loi SRU du 13 décembre 2000 a incité les communes à se regrouper au sein d’un établissement public, pour déterminer les partis d’aménagement de l’espace au sein d’un SCoT, un document d’orientation stratégique des politiques publiques à une grande échelle et à un horizon de 20 ans et s'imposant aux documents d'urbanisme locaux, les PLU (Plan local d'urbanisme). La commune est dans le territoire du SCOT Région melunaise, dont l'élaboration a été engagée de 2013 à 2015, puis poursuivie à partir de 2017 sur un périmètre différent et porté par la communauté d'agglomération Melun Val de Seine.
La commune disposait en 2019 d'un plan local d'urbanisme en révision. Le zonage réglementaire et le règlement associé peuvent être consultés sur le Géoportail de l'urbanisme.

### Logement
En 2017, le nombre total de logements dans la commune était de 89 dont 98,2 % de maisons et 0,9 % d'appartements.
Parmi ces logements, 91 % étaient des résidences principales, 0,8 % des résidences secondaires et 8,3 % des logements vacants.
La part des ménages fiscaux propriétaires de leur résidence principale s'élevait à 91,1 % contre 5,9 % de locataires et 3 % logés gratuitement.

### Voies de communication et transports

#### Transports
La commune est desservie par la  ligne d'autocars du réseau de bus du Pays Briard No 30A (Tournan-en-Brie – Melun).

## Toponymie
Le nom de la localité est mentionné sous les formes Lissi en 1220 ; Lassiacum in Bria en 1313 ; Lichy en Brie en 1372 ; Lizssi en Brie en 1384 ; Lixi en 1385 ; Licy en 1536 ; Lissy en Brie en 1696.
Le nom de Lissy aurait pour origine licias, lices, lieu réservé à l'entraînement des troupes aux abords d'un camp romain appelé Liciacum.

## Politique et administration
| Période                                  | Période  | Identité            | Étiquette | Qualité |
| ---------------------------------------- | -------- | ------------------- | --------- | ------- |
| juin 1995                                | en cours | Jean-Claude Lecinse |           |         |
| Les données manquantes sont à compléter. |          |                     |           |         |

## Équipements et services

### Eau et assainissement
L’organisation de la distribution de l’eau potable, de la collecte et du traitement des eaux usées et pluviales relève des communes. La loi NOTRe de 2015 a accru le rôle des EPCI à fiscalité propre en leur transférant cette compétence. Ce transfert devait en principe être effectif au 1er janvier 2020, mais la loi Ferrand-Fesneau du 3 août 2018 a introduit la possibilité d’un report de ce transfert au 1er janvier 2026,.

#### Assainissement des eaux usées
En 2020, la commune de Lissy ne dispose pas d'assainissement collectif,.
L’assainissement non collectif (ANC) désigne les installations individuelles de traitement des eaux domestiques qui ne sont pas desservies par un réseau public de collecte des eaux usées et qui doivent en conséquence traiter elles-mêmes leurs eaux usées avant de les rejeter dans le milieu naturel. La communauté d'agglomération Melun Val de Seine (CAMVS) assure pour le compte de la commune le service public d'assainissement non collectif (SPANC), qui a pour mission de vérifier la bonne exécution des travaux de réalisation et de réhabilitation, ainsi que le bon fonctionnement et l’entretien des installations,.

#### Eau potable
En 2020, l'alimentation en eau potable est assurée par la commune qui gère le service en régie,,.

## Population et société
L'évolution du nombre d'habitants est connue à travers les recensements de la population effectués dans la commune depuis 1793. Pour les communes de moins de 10 000 habitants, une enquête de recensement portant sur toute la population est réalisée tous les cinq ans, les populations de référence des années intermédiaires étant quant à elles estimées par interpolation ou extrapolation. Pour la commune, le premier recensement exhaustif entrant dans le cadre du nouveau dispositif a été réalisé en 2004.

En 2022, la commune comptait 343 habitants, en évolution de +70,65 % par rapport à 2016 (Seine-et-Marne : +3,92 %, France hors Mayotte : +2,11 %).
| 1793 | 1800 | 1806 | 1821 | 1831 | 1836 | 1841 | 1846 | 1851 |
| ---- | ---- | ---- | ---- | ---- | ---- | ---- | ---- | ---- |
| 149  | 171  | 137  | 141  | 143  | 131  | 127  | 118  | 124  |

| 1856 | 1861 | 1866 | 1872 | 1876 | 1881 | 1886 | 1891 | 1896 |
| ---- | ---- | ---- | ---- | ---- | ---- | ---- | ---- | ---- |
| 121  | 130  | 170  | 153  | 150  | 127  | 141  | 149  | 141  |

| 1901 | 1906 | 1911 | 1921 | 1926 | 1931 | 1936 | 1946 | 1954 |
| ---- | ---- | ---- | ---- | ---- | ---- | ---- | ---- | ---- |
| 131  | 137  | 114  | 101  | 153  | 137  | 126  | 125  | 122  |

| 1962 | 1968 | 1975 | 1982 | 1990 | 1999 | 2004 | 2006 | 2009 |
| ---- | ---- | ---- | ---- | ---- | ---- | ---- | ---- | ---- |
| 104  | 124  | 132  | 125  | 135  | 171  | 184  | 190  | 190  |

| 2014 | 2019 | 2022 | - | - | - | - | - | - |
| ---- | ---- | ---- | - | - | - | - | - | - |
| 201  | 288  | 343  | - | - | - | - | - | - |

## Économie

### Secteurs d'activité

#### Agriculture
Lissy est dans la petite région agricole dénommée la « Brie française », (ou Basse-Brie), une partie de la Brie autour de Brie-Comte-Robert. En 2010, l'orientation technico-économique de l'agriculture sur la commune est diverses cultures (hors céréales et oléoprotéagineux, fleurs et fruits).
Si la productivité agricole de la Seine-et-Marne se situe dans le peloton de tête des départements français, le département enregistre un double phénomène de disparition des terres cultivables (près de 2 000 ha par an dans les années 1980, moins dans les années 2000) et de réduction d'environ 30 % du nombre d'agriculteurs dans les années 2010. Cette tendance n'est pas confirmée au niveau de la commune qui voit le nombre d'exploitations augmenter et passer de 3 en 1988 à 6 en 2010. Parallèlement, la taille de ces exploitations diminue, passant de 147 ha en 1988 à 122 ha en 2010.
Le tableau ci-dessous présente les principales caractéristiques des exploitations agricoles de Lissy, observées sur une période de 22 ans : 
|                                      | 1988 | 2000 | 2010 |
| ------------------------------------ | ---- | ---- | ---- |
| Dimension économique,                |      |      |      |
| Nombre d’exploitations (u)           | 3    | 4    | 6    |
| Travail (UTA)                        | 7    | 6    | 9    |
| Surface agricole utilisée (ha)       | 441  | 491  | 731  |
| Cultures                             |      |      |      |
| Terres labourables (ha)              | 441  | 491  | 731  |
| Céréales (ha)                        | 278  | s    | 438  |
| dont blé tendre (ha)                 | 187  | s    | 345  |
| dont maïs-grain et maïs-semence (ha) | s    | s    |      |
| Tournesol (ha)                       | 0    |      |      |
| Colza et navette (ha)                | 0    |      | s    |
| Élevage                              |      |      |      |
| Cheptel (UGBTA)                      | 0    | 0    | 0    |

## Culture locale et patrimoine

### Lieux et monuments
- Église Saint-Pierre datant du XIIIe siècle (avec son chœur voûté d'ogives à chevet plat, un confessionnal du XVIIIe siècle et un maître-autel du XIXe siècle).En 1529 Guillaume Lescot (autre frère de Léon et de Pierre) est curé de Saint-Pierre de Lissy
- Ruines d'un château fort datant du XVe siècle et agrandi par contrat notarié du lundi 8 juin 1540 passé par Léon Lescot seigneur de Lissy, surement selon les plans de Pierre Lescot seigneur de Clagny, son frère, le futur architecte du Louvre. Il est achevé en 1542. Il ne reste que quelques pierres sculptées de cette époque. Les tours et une partie du château ont été détruites à la Révolution.
- Distillerie du XIXe siècle, en lien avec la culture locale des betteraves sucrières.